# Krajinná ekologie

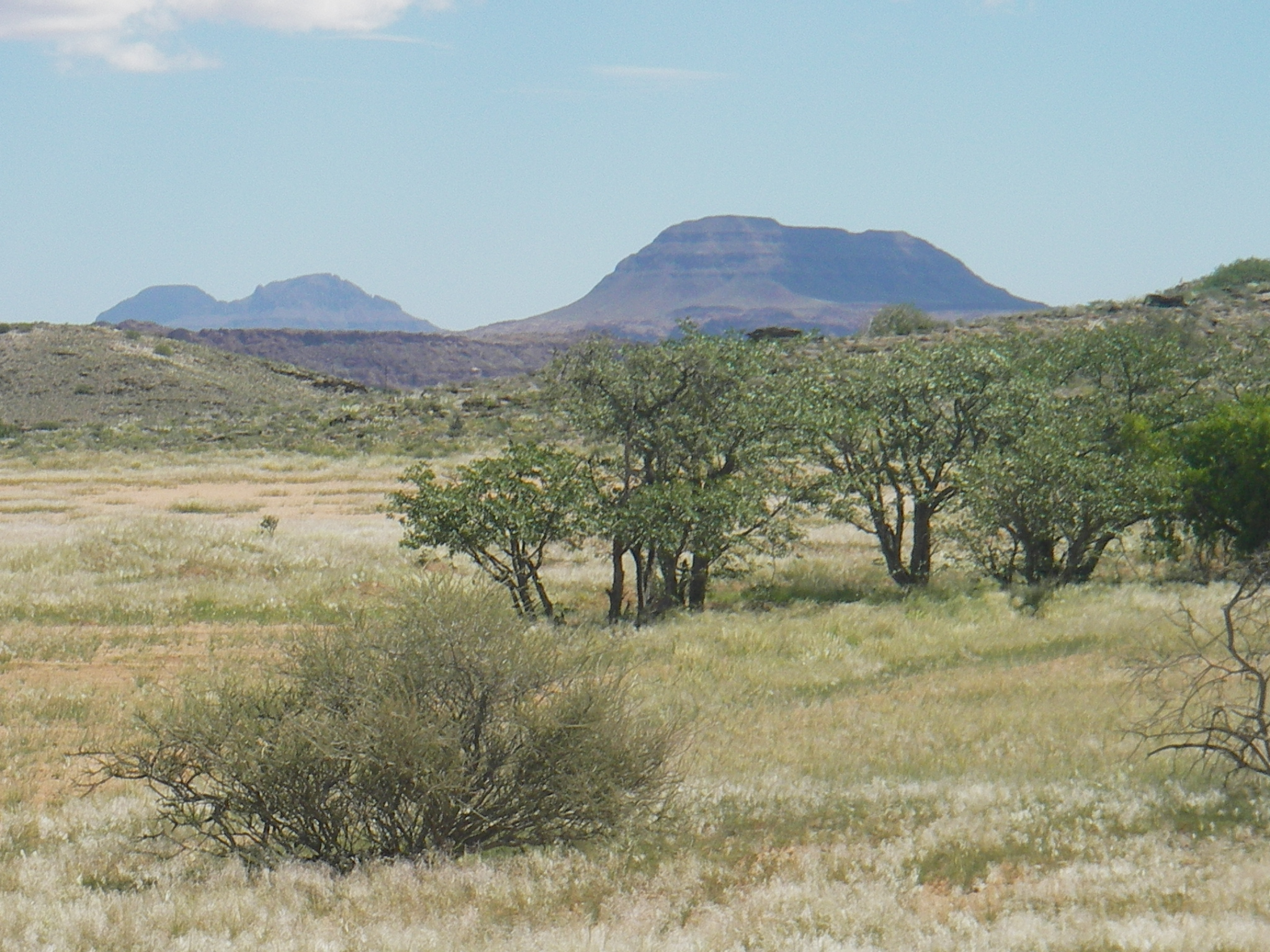
Krajina - objekt zkoumání krajinné ekologie

Krajinná ekologie (též geoekologie nebo ekologie krajiny) je rozsáhlý hraniční obor ekologie a geografie zabývající se studiem komplexní struktury vztahů mezi společenstvy organismů (biocenózami) a podmínkami jejich prostředí v určitém výseku krajiny. Pojem poprvé použil a takto definoval německý biogeograf Carl Troll.
Termín krajinná ekologie byl poprvé zmíněn v Trollově práci z r. 1939 (Luftbildplan und ökologische Bodenforschung). Krajinná ekologie je věda blízká geografii, některými odborníky zvaná nauka o krajině. Počátky krajinné ekologie lze spatřovat v přechodu od geografie vegetace k ekologickému zkoumání krajiny.
V rámci krajinné ekologie se pracuje s pojmem krajinářství, ten zahrnuje řadu aspektů krajinotvorby (projekčních, provozních, výzkumných, plánovacích a správních atd). V České republice představuje krajinářství specifický obor a studuje se například na Fakultě životního prostředí ČZU.